# Philophthalmus stercusmuscarum
Philophthalmus stercusmuscarum är en plattmaskart. Philophthalmus stercusmuscarum ingår i släktet Philophthalmus och familjen Philophthalmidae. Inga underarter finns listade i Catalogue of Life.